# Albert Van Hoeck
Albert Corneel Alfons Maria Van Hoeck (Turnhout, 11 mei 1920 – Antwerpen, 25 juli 1993) was een Belgisch koloniaal ambtenaar en schrijver.

## Levensloop
Van Hoeck schreef koloniale romans, luisterspelen en toneel, reisverhalen en documentaires. 
Hij was een zoon van volksvertegenwoordiger en burgemeester Alphonse Van Hoeck (1890-1957).
Na zijn middelbare studies aan het Sint-Jozefcollege Turnhout, studeerde hij aan de Katholieke Universiteit Leuven rechten en geschiedenis. 
Na lessen te hebben gevolgd aan de koloniale school, doorliep hij een loopbaan als ambtenaar en magistraat in Ruanda-Urundi (1946-1962). Hij was er gewestbeheerder, substituut van de procureur des Konings en voorzitter van de rechtbank van eerste aanleg. Hij was ook adviseur van mwami Mutara III. In 1954 werd Van Hoeck benoemd tot ridder in de Koninklijke Orde van de Leeuw.
Na zijn terugkeer in België was hij actief als adviseur bij een bank, als lector in een uitgeverij en als verslaggever en freelancereporter bij de BRT. 
In 1997 draaide scenarist Paul Pourveur de reeks Kongo (zeven afleveringen van 50 minuten) voor de BRTN. Het was de eerste maal dat de Belgische koloniale geschiedenis in beeld werd gebracht in een fictiereeks. Aan de basis van het scenario lagen de ervaringen en herinneringen van Albert Van Hoeck, die aan de realisatie zijn medewerking had verleend. De serie werd in 2008 op een dvd-box uitgebracht.

## Publicaties

### Toneel
- Het Testament
- Een man te veel, 1978
- Mijn vrouw was een negerin
- Straks wordt het weer morgen
- De zaak (over Irma Laplasse)

### Proza
- Mijn vriend Sebastiaan, 1961.
- Apolloon tussen zwart en wit, 1966.
- De kraanvogel op de vulkaan, 1966.
- De miskraam van moedertje Dipenda: een bloemlezing uit de recente Nederlandse Kongoletteren, 1968.
- Over de grens, 1970.
- Een man te veel, 1978.
- Het paar van Kirtori, 1989.
- (Samen met André Claeys en Julien Vermeulen) Ontstaan van de post-koloniale roman in 1959-1970, in: Vlaanderen, 1989.
- Bolivarplein en terug, 1992.
- Continent zoekt een ziel.
- Viva Chei.